# Dąbrowski Uniwersytet Dziecięcy
Dąbrowski Uniwersytet Dziecięcy (używany skrót DUD) — inicjatywa edukacyjna, uniwersytet dla dzieci zorganizowana przy Wyższej Szkole Biznesu w Dąbrowie Górniczej (od 2018 Akademii WSB). Rozpoczął swoją działalność w październiku 2008 r.

## Cel
Głównym celem Dąbrowskiego Uniwersytetu Dziecięcego jest pomoc w rozwoju potencjału twórczego i intelektualnego dzieci w wieku 6-12 lat; rozbudzenie aktywności poznawczej; przekazanie wiedzy i umiejętności z zakresu różnych dziedzin nauki.

## Uczestnicy
Wykłady i warsztaty w ramach Dąbrowskiego Uniwersytetu Dziecięcego skierowane są do dzieci w wieku 6-12 lat. Rodzice Studentów również uczestniczą w specjalnie dla nich przygotowanych wykładach, głównie z psychologii rozwojowej i wychowawczej.

## Forma zajęć
Zajęcia w ramach Dąbrowskiego Uniwersytetu Dziecięcego odbywają się w formie wykładów i warsztatów. W każdym roku akademickim odbywa się co najmniej 10 60-min. interaktywnych wykładów w salach audytoryjnych. Dla zainteresowanych organizowane są fakultatywne warsztaty praktyczne, w których uczestniczą małe, 15-20 osobowe grupy. Zagadnienia  prezentowane są w sposób przystępny i atrakcyjny dla dzieci. Studenci  mają możliwość aktywnego, bezpośredniego uczestnictwa w zajęciach oraz zadawania prowadzącym pytań.

## Tematyka
Wszystkie dziedziny nauki prezentowane w oparciu o klasyczny podział wiedzy na nauki przyrodnicze, formalne, humanistyczne, społeczne i politechniczne. 

## Indeks i dyplom
Każdy student Uniwersytetu otrzymuje indeks, do którego zbiera zaliczenia z zajęć. Na zakończenie roku akademickiego Studenci nagradzani są dyplomami.

## Partnerzy
Urząd Miejski w Dąbrowie Górniczej, Muzeum Miejskie "Sztygarka" w Dąbrowie Górniczej, Śląski Ogród Zoologiczny, Planetarium i Obserwatorium im. Mikołaja Kopernika w Chorzowie, Biblioteka Miejska w Dąbrowie Górniczej,